# Lophocerynea punctata
Lophocerynea punctata är en fjärilsart som beskrevs av George Thomas Bethune-Baker 1906. Lophocerynea punctata ingår i släktet Lophocerynea och familjen nattflyn. Inga underarter finns listade i Catalogue of Life.